# 가와이촌 (후쿠이현)
가와이촌(河合村)은 후쿠이현 요시다군에 설치되었던 촌이다. 현재의 후쿠이시에 해당한다.